# Agnès Desarthe
Pour les articles homonymes, voir Desarthe.
Agnès Desarthe, née Agnès Naouri le 3 mai 1966 à Paris, est une écrivaine française, auteure de livres pour adultes et pour enfants, et traductrice.

## Biographie

### Famille
Agnès Desarthe est l'un des trois enfants du pédiatre Aldo Naouri. Elle a épousé le cinéaste Dante Desarthe, fils du comédien Gérard Desarthe. Ils ont quatre enfants. Son frère Laurent Naouri, chanteur d'opéra, est l'époux de Natalie Dessay. Sa sœur, Elsa Rooke, est metteuse en scène d'opéra.

### Parcours
Agrégée d'anglais (1988), elle a d'abord travaillé comme traductrice, « puis elle rencontre Geneviève Brisac, éditrice à L'École des loisirs, qui la pousse à écrire des histoires pour enfants ». Elle y publie en 1992 un premier roman pour adolescents, Je ne t'aime pas, Paulus, dont Je ne t'aime toujours pas, Paulus, paru treize ans plus tard, constitue la suite, toujours à l’École des loisirs, chez qui elle a maintenant publié une trentaine de livres jeunesse.
Outre ces nombreux romans pour la jeunesse, elle est l'auteure d'une douzaine d'ouvrages pour adultes, dont neuf romans, publiés aux Éditions de l'Olivier. Elle a obtenu le prix du Livre Inter 1996 pour son deuxième roman, Un secret sans importance. Son sixième roman Mangez-moi, publié en 2006, est traduit dans plus de 15 pays. Elle obtient le prix Renaudot des lycéens en 2010 pour son roman Dans la nuit brune. Son roman Une partie de chasse, obtient en 2012 le Goncourt des animaux, décerné par des membres de l'académie Goncourt. Elle reçoit le prix littéraire du Monde en 2015 pour Ce cœur changeant.
En collaboration avec Geneviève Brisac, son éditrice à L'École des loisirs, elle a consacré à Virginia Woolf une émission sur France Culture. À la suite de cette émission, elles ont publié en 2004 un essai consacré à la romancière britannique, V.W, le mélange des genres.
Parallèlement, elle poursuit son activité de traduction de livres pour la jeunesse (une trentaine d'ouvrages, dont treize romans de Loïs Lowry, mais aussi Brundibar de Maurice Sendak) et pour les adultes (six ouvrages, dont La Maison de Carlyle et La Chambre de Jacob de Virginia Woolf ainsi que Les Papiers de Puttermesser de Cynthia Ozick. Pour ce dernier ouvrage, elle a reçu deux prix de traduction en 2007, le prix Maurice-Edgar Coindreau et le prix Laure-Bataillon.)
Enfin, elle est l'auteure de deux pièces de théâtre (Les Chevaliers, mise en scène par Gilles Cohen au théâtre du Rond-Point en 2005 et Le Kit, qui n'a pas été encore montée) ainsi que de plusieurs chansons.

### Distinction
- 1er janvier 2015 : chevalier de la Légion d'honneur[8]

## Œuvres

### Romans pour enfants
- Juanita le pingouin, illustrations de Marjolaine Caron (Bachelot Caron), L'École des loisirs, 1991
- Je ne t'aime pas, Paulus, L'École des loisirs, 1992
- Abo, le minable homme des neiges, illustrations de Claude Boujon, L'École des loisirs, 1992
- Les Peurs de Conception, L'École des loisirs, 1992
- La Fête des pères, L'École des loisirs, 1992
- Le Mariage de Simon, illustrations de Louis Bachelot (Bachelot Caron), L'École des loisirs, 1992 ; illustrations d'Anaïs Vaugelade pour la réédition, L'École des loisirs, 2011
- Le Roi Ferdinand, illustrations de Marjolaine Caron (Bachelot Caron), L'École des loisirs, 1992
- Dur de dur, L'École des loisirs, 1993
- La Femme du bouc émissaire, illustrations de Willi Glasauer, L'École des loisirs, 1993
- Benjamin, héros solitaire, L'École des loisirs, 1994
- Tout ce qu'on ne dit pas, L'École des loisirs, 1995
- Poète maudit, L'École des loisirs, 1995
- L'Expédition, illustrations de Willi Glasauer, L'École des loisirs, 1995
- Je manque d'assurance, L'École des loisirs, 1997
- Les Pieds de Philomène, illustrations d'Anaïs Vaugelade, L'École des loisirs, 1997
- Les Grandes Questions, L'École des loisirs, 1999
- Les Trois Vœux de l'archiduchesse, illustrations d'Anaïs Vaugelade, L'École des loisirs, 2000
- Petit prince Pouf, illustrations de Claude Ponti, L'École des loisirs, 2002
- Le Monde d'à-côté, L'École des loisirs, 2002
- À deux c'est mieux, L'École des loisirs, 2004
- Comment j'ai changé ma vie, L'École des loisirs, 2004
- Igor le labrador, illustrations d'Anaïs Vaugelade, L'École des loisirs, 2004
- C'est qui le plus beau ?, illustrations d'Anaïs Vaugelade, L'École des loisirs, 2005
- Je ne t'aime toujours pas, Paulus, L'École des loisirs, 2005
- Les Frères chats, illustrations d'Anaïs Vaugelade, L'École des loisirs, 2005
- La Cinquième Saison, L'École des loisirs, 2006
- Je veux être un cheval, illustrations d'Anaïs Vaugelade, L'École des loisirs, 2006
- L'Histoire des carnets de Lineke, L'École de Loisirs, 2007
- La Plus Belle Fille du monde, L'École de Loisirs, 2009
- Mission impossible, illustrations d'Anaïs Vaugelade, L’École des loisirs, 2009
- Dingo et le sens de la vie, illustrations d'Anaïs Vaugelade, L’École des loisirs, 2012
- Le Poulet fermier, illustrations d'Anaïs Vaugelade, L'École des loisirs, 2013
- Mes animaux (anthologie), illustrations d'Anaïs Vaugelade, L’École des loisirs, 2014
- Les téléphonistes anonymes, Gallimard jeunesse, 2024

### Romans pour adultes
- Quelques minutes de bonheur absolu, Éditions de l'Olivier, 1993
- Un secret sans importance, Éditions de l'Olivier, 1996 Prix du Livre Inter 1996
- Cinq photos de ma femme, Éditions de l'Olivier, 1998
- Les Bonnes Intentions, Éditions de l'Olivier, 2000
- Le Principe de Frédelle, Éditions de l'Olivier, 2003
- Mangez-moi, Éditions de l'Olivier, 2006
- Le Remplaçant, Éditions de l'Olivier, 2009 Prix Marcel Pagnol 2009[9] et prix du roman Version Femina - Virgin Megastore 2009[10]
- Dans la nuit brune, Éditions de l'Olivier, 2010 Prix Renaudot des lycéens 2010[11]
- Une partie de chasse, Éditions de l'Olivier Prix littéraire 30 millions d'amis 2012[12]
- Ce cœur changeant, Éditions de l'Olivier, 2015 Prix littéraire du Monde 2015
- La Chance de leur vie, Éditions de l'Olivier, 2018
- L'Éternel fiancé, Éditions de l'Olivier, 2021
- Le Château des Rentiers, Éditions de l'Olivier, 2023

### Essais
- V.W. Le mélange des genres, coécrit avec Geneviève Brisac, éditions de l'Olivier, 2004 ; essai consacré à Virginia Woolf
- Lois Lowry, série « Mon écrivain préféré », éditions École des loisirs, 2011 ; document jeunesse consacré à Lois Lowry
- Comment j’ai appris à lire, Éditions Stock, 2013[13]
- Le Roi René, Éditions Odile Jacob, 2016 ; biographie de René Urtreger
- Maurice Sendak, coécrit avec Béatrice Michielsen et Bernard Noël, série « Mon écrivain préféré », éditions École des loisirs, 2016 ; document jeunesse consacré à Maurice Sendak

### Nouvelles
- Ce qui est arrivé aux Kempinski (recueil), Éditions de l'Olivier, 2014

### Participation
- Collectif, La Rencontre, Éditions Prisma, 2010 ; recueil de nouvelles Avec Marek Halter, Camilla Läckberg, Didier Van Cauwelaert, Éliette Abécassis et Claudie Gallay.
- Collectif, Metamorphosis, photographies de Sarah Moon, Actes Sud, Beaux Arts - Hors collection et Hermès, octobre 2014, 146 p.  (ISBN 978-2-330-03727-7)

### Théâtre
- Les Chevaliers, mise en scène par Gilles Cohen, avec Marie Vialle, Pierre Aussedat, Philippe Hérisson, théâtre du Rond-Point, 2005 ; reprise en 2006
- Le Kit, en attente de montage[réf. nécessaire]

### Préface
- Virginia Woolf, Journal intégral, 1915-1941, coll. « La Cosmopolite », Stock, 2008 ; traduit par Marie-Ange Dutartre et Colette-Marie Huet  (ISBN 978-2-234-06030-2)

### Traductions
Agnès Desarthe a traduit de l'anglais au français plus d'une trentaine d'ouvrages : en littérature jeunesse, une douzaine de l'auteure Loïs Lowry, trois romans de Anne Fine, deux albums de Maurice Sendak et deux d'Allen Say ; en littérature pour adultes, elle a traduit deux ouvrages de Virginia Woolf (auteure sujet de son essai V.W. Le mélange des genres coécrit avec Geneviève Brisac), et deux ouvrages de Cynthia Ozick, dont Les Papiers de Puttermesser, traduction qui lui a valu deux prix littéraires en 2007.
Elle a traduit aussi des nouvelles d'Alice Munro, prix Nobel de littérature 2013, publiées sous le titre Un peu, beaucoup, passionnément, à la folie, pas du tout (éditions de l'Olivier, 2019) ainsi que l'essai de Philippe Sands, La Dernière Colonie (The last colony. A tale of exile, justice and Britain's colonial legacy, Albin Michel, 2022).

#### Traductions pour adultes
- Bender, Aimee 2001 L'Ombre de moi-même (L'Olivier)traduction de An Invisible Sign of my Own (2000)
- Bender, Aimee 2007 Des créatures obstinées (L'Olivier)traduction de Willful Ceatures (2005)
- Coleman, Emily Holmes 2024 Le Vantail de neige (Robert Laffont)traduction de The Shutter of Snow (1930)
- Ellis, Alice Thomas 1993 La Trilogie du jardin d'hiver 1 Les Habits neufs de Margaret (L'Olivier)traduction de Summerhouse Trilogy 1 The Clothes in the Wardrobe (1987)
- Ellis, Alice Thomas 1993 La Trilogie du jardin d'hiver 2 Les Ivresses de madame Monro (L'Olivier)traduction de Summerhouse Trilogy 2 The Skeleton in the Cupboard (1988)
- Ellis, Alice Thomas 1994 La Trilogie du jardin d'hiver 3 Les Égarements de Lili (L'Olivier)traduction de Summerhouse Trilogy 3 The Fly in the Ointment (1990)
- Ellis, Alice Thomas 1995 Les Oiseaux du ciel (L'Olivier)traduction de The Birds of the Air (1980)
- Hayes, Alfred 2015 Une jolie fille comme ça (Gallimard)traduction de My Face for the World to See (1958)
- Hayes, Alfred 2017 C'en est fini de moi (Gallimard)traduction de The End of Me (1968)
- Lappin, Elena 2000 La Marche nuptiale, nouvelles (L'Olivier)traduction de Foreign Brides (1999)
- Lappin, Elena 2002 Le Nez (L'Olivier)traduction de The Nose (2001)
- Matar, Hisham 2016 La Terre qui les sépare (Gallimard)traduction de The Return, Fathers, Sons and the Land in Between (2016)
- McInerney, Jay 2007 La Belle Vie (L'Olivier)traduction de The Good Life (2006)
- McInerney, Jay 2010 Moi tout craché, nouvelles (L'Olivier)traduction de How It Ended (2009)
- Munro, Alice 2019 Un peu, beaucoup, passionnément, à la folie, pas du tout, nouvelles (Boréal)traduction de Hateship, Friendship, Courtship, Loveship, Marriage (2001)
- Nin, Anaïs 2020 L'Intemporalité perdue et autres nouvelles (NiL)traduction de Waste of Timelessness and Other Early Stories (1977)
- Ozick, Cynthia 2007 Les Papiers de Puttermesser (L'Olivier)traduction de The Puttermesser Papers (1997)
- Ozick, Cynthia 2012 Corps étrangers (L'Olivier)traduction de Foreign Bodies (2010)
- Ozick, Cynthia 2022 Antiquités (L'Olivier)traduction de Antiquities (2021)
- Richler, Emma 2004 Soeur folie, nouvelles (L'Olivier)traduction de Sister Crazy (2001)
- Sands, Philippe 2022 La Dernière Colonie (Albin Michel)traduction de The Last Colony (2022)
- Steinbeck, John 2022 Des souris et des hommes (Gallimard)traduction de Of Mice and Men (1937)
- Woolf, Virginia 2004 La Maison de Carlyle et autres esquisses (Mercure de France)traduction de Carlyle's House and Other Skeches (2003)
- Woolf, Virginia 2008 La Chambre de Jacob (Stock)traduction de Jacob's Room (1922)
- Woolf, Virginia 2023 Kew Gardens, nouvelle (Reliefs)traduction de Kew Gardens (1919)

## Récompenses

### En tant qu'auteur
- Prix du Livre Inter 1996 pour Un secret sans importance
- Prix Marcel-Pagnol 2009 pour Le Remplaçant[9]
- Prix du roman Version Femina - Virgin Megastore 2009 pour Le Remplaçant[10]
- Prix Renaudot des lycéens 2010 pour Dans la nuit brune
- Prix littéraire 30 millions d'amis appelé Goncourt des animaux 2012 pour Une partie de chasse[3]
- Prix Anna-de-Noailles de l’Académie française 2014 pour Comment j’ai appris à lire
- Prix littéraire du Monde 2015 pour Ce cœur changeant[4]

### En tant que traductrice
- Prix Maurice-Edgar Coindreau 2007[5] pour Les Papiers de Puttermesser de Cynthia Ozick
- Prix Laure Bataillon 2007[6] pour Les Papiers de Puttermesser de Cynthia Ozick